# Vanja Brčić
| 11604 Novigrad | 21 octombrie 1995 |

Vanja Brčić este un astronom amator croat.
Este specialist IT, deține o companie de calculatoare și se ocupă de robotică. A colaborat de asemenea la telescopul robotic din Višnjan.
Împreună cu Željko Anderić, Korado Korlević, Damir Matković și Petar Radovan, a contribuit la renașterea observatorului din Višnjan după criza de după destrămarea Iugoslaviei.
Minor Planet Center îi atribuie descoperirea a doi asteroizi în 1995, ambii descoperiți în colaborare cu Korado Korlević.